# 学术研究恳谈会
学术研究恳谈会，简称RU11（英語：Research University 11），是由日本11所顶尖研究型大学组成的联盟，包括9所国立大学和2所私立大学。该联盟成立于2009年11月。

## 历史沿革
学术研究恳谈会是一个由研究型大学组成的联盟。2009年11月，由7所原帝国大学和2所私立大学早稻田大学和庆应义塾大学共9所大学联合组建。2010年8月，国立大学筑波大学和东京工业大学加入，扩展为11所大学。

## 成员院校[5]
| 高校属性     | 高校名称     | 高校地点 |
| ------------ | ------------ | -------- |
| 日本国立大学 | 东京大学     | 东京都   |
| 日本国立大学 | 京都大学     | 京都府   |
| 日本国立大学 | 大阪大学     | 大阪府   |
| 日本国立大学 | 东北大学     | 仙台市   |
| 日本国立大学 | 东京工业大学 | 东京都   |
| 日本国立大学 | 名古屋大学   | 名古屋市 |
| 日本国立大学 | 北海道大学   | 札幌市   |
| 日本国立大学 | 九州大学     | 福冈市   |
| 日本国立大学 | 筑波大学     | 筑波市   |
| 日本私立大学 | 早稻田大学   | 东京都   |
| 日本私立大学 | 庆应义塾大学 | 东京都   |